# فرودگاه شهری ناپل
فرودگاه شهری ناپل (به انگلیسی: Naples Municipal Airport) (به زبان بومی: Naples AAF) یک فرودگاه همگانی بهره‌برداری هوایی با کد یاتا APF است که یک باند فرود آسفالت دارد و طول باند آن ۱۶۱۲ متر است. این فرودگاه در شهر نیپلز، فلوریدا کشور ایالات متحده آمریکا قرار دارد و در ارتفاع ۲ متری از سطح دریا واقع شده‌است.

## شرکت‌های هواپیمایی و مقصدهای پروازی

### مسافری
| شرکت‌های هواپیمایی  | مقصدهای پروازی              |
| ------------------ | --------------------------- |
| ExecAir            | میامی                       |
| Gulf Coast Airways | کی وست، ماراتون فلوریدا کیز |